# Michael Balthasar Binder
Michael Binder (* 1. September 1937 in Berlin; † 8. Juni 2018 in Apulien) war ein deutscher Maler.

## Leben
Michael Binder war  der Sohn des Architekten und Künstlers Wolfgang Binder und der Kunsthistorikerin Ursula Binder-Hagelstange und hatte zwei Geschwister. Er  wuchs in Berlin und Freiburg auf, besuchte die Klosterschule Maria Tann im Schwarzwald und verbrachte seine letzten Schuljahre bis zum Abitur im Internat in Illertissen. Von 1959 bis 1961 studierte er an den Kunstakademien Freiburg und Karlsruhe bei Hans Meyboden und Klaus Arnold. Zusätzlich absolvierte er ein Lehramtsstudium für Deutsch und Englisch und war bis 1982 als Lehrer tätig. Anschließend war er freischaffender Maler in Dietersheim (Eching) und später in Bremen. Im Jahr 2002 übersiedelte Binder nach Süditalien. Er lebte und arbeitete als Künstler in Apulien und bewirtschaftete eine Farm im Salento. Im Laufe seines Lebens schuf er ungefähr 200 großformatige Ölbilder, Aquarelle, Zeichnungen sowie Radierungen.

## Werk
Michael Binder war von 1970 bis 1980 in der Kunstszene München aktiv und regelmäßig mit einem Werk in der Jahresausstellung im Haus der Kunst vertreten. Die Auseinandersetzung mit essentiellen Lebensfragen war zentrales Thema seiner Werke. Polaritäten wie Licht und Schatten, Farbe oder Blässe, Gut und Böse kommen vor allem in den zuletzt gemalten Acrylbildern zum Ausdruck. Die Werke der letzten zwei Jahrzehnte sind vom harten Leben in Konfrontation mit den Elementarkräften der Natur geprägt. Bei einzelnen Bildtiteln ergeben sich Anleihen an berühmte Archetypen, wie beispielsweise beim Großformat ‚der Heuwagen’, das an das Triptychon von Hieronymus Bosch denken lässt.

## Ausstellungen
- 1967: Gesellschaft für Freunde Junger Kunst, Baden-Baden
- 1970: Große Kunstausstellung München
- 1972: Große Kunstausstellung München
- 1976: Große Kunstausstellung München
- 1977, 1979: Kabinett Grisebach/Grewenig, Heidelberg
- 1977: Kunstverein München (mit Bindl und Wachter)
- 1977, 1983: Deutscher Künstlerbund
- 1978: Landesmuseum Oldenburg (mit Klepsch und Evas)
- 1978: Städtische Galerie in der „Unteren Schranne“, Biberach an der Riß
- 1980: Haus der Kunst, München
- 1983: Deutscher Künstlerbund
- 1985: A. W. Faber-Castell. Stein/Nürnberg

## Veröffentlichungen
- Binder, Michael - Requiem für einen apulischen Hund. Zwölf Bleistiftzeichnungen. Selbstverlag, Bremen 1991[1]
- Enzos Absturz. Levante Arti Grafiche di Rolando Civilla & C. sas, 1995
- Michael Binder. Ausstellungskatalog, Galerie Lutz, Stuttgart 1977